# پی دبلیو اس-۵
پی دبلیو اس-۵ (به انگلیسی: PWS_5) یک هواگرد از نوع لایسان ساخت شرکت هواگردسازی پودلاشه است. هواگرد پی دبلیو اس-۵ نخستین پروازش را در 20 دسامبر 1928 میلادی انجام داد. در مجموع، تعداد ۲+۵ فروند از این هواگرد ساخته شده‌است.